# Улица Коминтерна (Королёв)
У́лица Коминте́рна  — улица, проходящая в старой части города Королёва в районе станции Подлипки.

## История

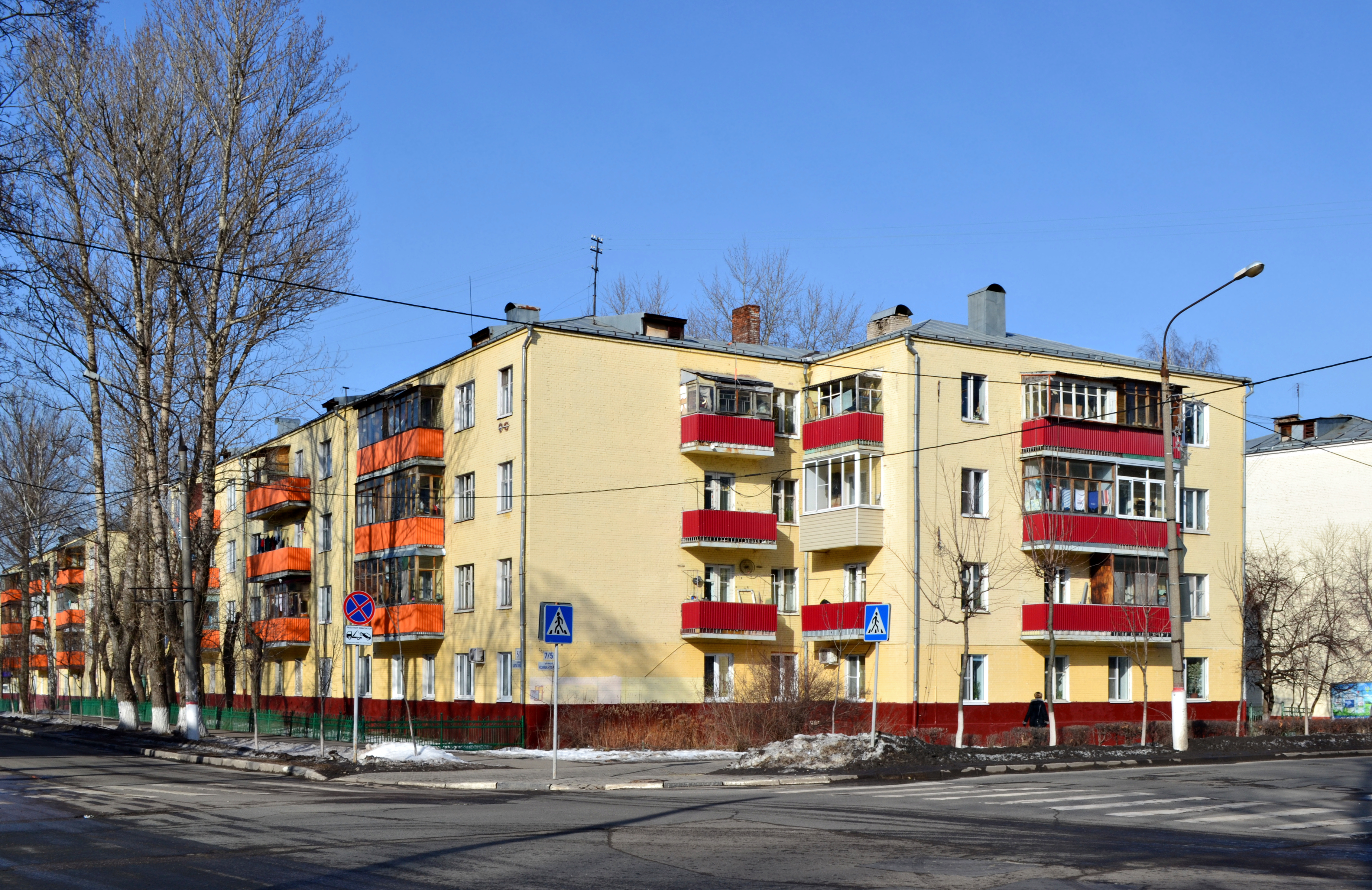
Жилой дом на пересечении улиц Коминтерна и Карла Либкнехта.
Вид с улицы Коминтерна.

Направление улицы сложилось естественным путём, как дорога от станции Подлипки в предприятиям. Улица начинается на площади Ленина и заканчивается у ст. Подлипки. На площади Ленина установлен памятник Ленину. За памятником ранее был фонтан. Нумерация домов улицы начинается на площади Ленина. В 1920 году на месте дома № 17 был двухэтажный кирпичный дом.
Застройка улицы началась в 1923 году. Улица застроена четырёхэтажными коммунальными жилыми домами без ванн. Трёхкомнатные квартиры заселялись как коммунальные.
В 40-х годах на улице в двухэтажном деревянном здании размещался горисполком, на пересечении с улицей Циолковского в четырёхэтажном здании — самый большой в городе гастроном.
В конце улицы была видна высокая труба котельной, подававшей воду в бани. В центре улицы расположен перекресток. Лучи перекрестка расположены так, что часть людей идет по ним на работу в РКК Энергия, часть — по другому лучу в КБ Химмаш, часть — по третьему лучу в ЦНИИМаш.
На доме № 1/15 во время Великой Отечественной войны стояли зенитки, в его полуподвальной части было общежитие на 60 человек. Архитектор дома — Павел Иванович Книппер. В выходные по вечерам улица перекрывалась для транспорта, так как  на ней гуляло много людей. Улицу именовали Калининградским бродвеем. По бокам улицы стояли гипсовые скульптуры. На перекрёстке улиц Коминтерна и Карла Либкнехта зимой ставилась ёлка. Ёлка ставилась даже в годы войны. На перекрёстке с улицей Циолковского в четырёхэтажном здании был гастроном, который назвали «старым» гастрономом (новый был на площади перед Дворцом культуры им. Калинина). В старом гастрономе в подвальном помещении торговали мясом. Через дорогу от гастронома в двухэтажном деревянном здании была аптека, а на втором этаже — нотариус. Позднее аптеку перенесли в другое здание и на её месте работал продовольственный магазин, а в 70-е годы и до сноса здания — винно-водочный магазин, который по-прежнему называли «аптекой».
На месте нового дома № 12 был такой дом, как и окружающие его дома № 3, 5, 10. В январе 2002 года в доме произошёл крупный пожар. Здание с деревянными перекрытиями выгорело полностью, остались только несущие кирпичные стены. Восстанавливать его не стали, а жильцам дали квартиры в других домах города.
На перекрёстке с Октябрьской улицей стоит здание бывшей школы — д. 1, позднее здесь был штаб второй очереди МЖК, строившегося в 1987 году на проспекте Королева, ныне здесь располагается городская администрация.
Во дворе на месте домов 6, 6а, 6б, 6в был колхозный рынок.
В 2015 году телекомпанией «Королёв» был снят краеведческий фильм об улице Коминтерна.

## Трасса
Улица Коминтерна начинается от станции Подлипки, пересекает улицу Циолковского и заканчивается на площади Дзержинского.

## Транспорт
Автобусы:
- 1 (Улица Академика Легостаева — ст. Болшево — ст. Подлипки — Улица Академика Легостаева)[2]
- 9 (Гастроном — ст. Болшево — ЦНИИМАШ)[3]
- 28 (Улица Академика Легостаева — ст. Болшево — ст. Подлипки — ст. Мытищи) [4]
- 31 (Лесные Поляны — ст. Болшево — ст. Подлипки) [5]
- 392 (Улица Академика Легостаева — ст. Болшево — ст. Подлипки — Москва (м. ВДНХ)) [6]

Маршрутные такси:
- 1 (Улица Академика Легостаева — ст. Болшево — ст. Подлипки — Улица Академика Легостаева)[2]
- 3 (Улица Академика Легостаева — ст. Подлипки)
- 4 (Улица Академика Легостаева — ст. Болшево — ст. Подлипки — Рынок на Яузе)
- 5 (ул. Мичурина — ст. Подлипки)[7]
- 8 (Гражданская ул. (пл. Валентиновка) — ст. Болшево — ст. Подлипки)
- 13 (ст. Подлипки — Юбилейный (Лесная школа) — ст. Болшево — ст. Подлипки)
- 17 (ул. Лермонтова — ст. Подлипки)
- 28 (Улица Академика Легостаева — ст. Болшево — ст. Подлипки — ст. Мытищи) [4]

Движение транспорта по улице одностороннее.

## Организации
- дом 1/15: Дизайн-студия «Оформитель», Агентство недвижимости «Альянс»
- дом 2: Королёвский городской суд Московской области, Пожарный гидрант № 0089 (K150, L22). Кирпичное здание суда было построено для городского комитета коммунистической партии, который здесь и размещался вплоть до ельцинских реформ. К зданию ведет бульвар, засаженный летом цветами. В начале бульвара от перекрестка с улицей Циолковского стоял памятник М. И. Калинину, убранный после переименования города из Калининграда в Королёв.
- дом 3: Доска воинской славы на здании бывшего штаба МПВО города
- дом 5/6: Пожарный гидрант № 0091 (K150, L24)
- дом 8а: Кафе, Продуктовый магазин «Бит»
- дом 8/1: Магазин «Продукты», Магазин хозяйственных товаров «Соната»
- дом 9: Пожарный гидрант № 0252 (K150, L12)
- дом 10: Пожарный гидрант № 0251 (K150, L9)
- дом 11: Пожарный гидрант № 0092 (K150, L16), Пожарный гидрант № 0088 (K150, L21)
- дом 12: Кафе «QWERTY», Медицинский центр «Пластика С», Салон красоты «Дольче Вита»
- дом 13: Пожарный гидрант № 0087 (K100, K125, L16)
- дом 14: Спортивный клуб туристов «Абрис»
- дом 15: Ремонт обуви и металоизделий
- дом 16а: Интернет-магазин постельного белья «Vanil life», Магазин разливного пива «Хмельной Источник», Магазин одежды секонд-хэнд
- дом 16б: Кафе «Грот»
- дом 16в: Продуктовый магазин «РайСи»
- дом 16: Фотоателье «Силуэт», Ремонт часов «Марго»
- дом 17: Аптека № 1117 сети аптек ОАО «Мособлфармация», Супермаркет «Пятёрочка»